# Xã Durham, Quận Ottawa, Kansas
Xã Durham (tiếng Anh: Durham Township) là một xã thuộc quận Ottawa, tiểu bang Kansas, Hoa Kỳ. Năm 2010, dân số của xã này là 21 người.